# The Sims 4: Вампиры
The Sims 4: Вампиры (англ. The Sims 4: Vampires) — четвёртый игровой набор к компьютерной игре The Sims 4. Выход набора состоялся 14 января 2017 года на цифровой платформе Origin. Тема набора завязана вокруг возможности создавать оккультных созданий — вампиров и развивать их сверхъестественные способности.
Вампиры всегда выступали самым востребованным волшебным существом среди фанатов The Sims, таким образом их добавление в составе расширения было вопросом времени. При этом разработчики решили посвятить им отдельный игровой набор, в итоге игровой процесс, связанный с вампирами и их способностями стал самым проработанным в сравнении с предыдущими играми серии The Sims. При этом создатели уделили особое внимание широкой кастомизации как и способностей, так и внешности вампиров, позволяя создавать самые разные архетипы, известные в массовой культуре.
Критики в целом оценили игровой процесс, в частности они похвалили широкий набор способностей и слабостей вампира, которые заставят потратить игрока несколько игровых часов только на развитие персонажа, а также больший набор тематической одежды. Тем не менее основным предметом критики стал размер городка Форготн Холлоу.

## Геймплей
Игровой набор добавляет в The Sims 4 сверхъестественную форму жизни — вампиров, которых можно создать в редакторе персонажа, или же обратить человека с помощью укуса. Вампиры обладают рядом сверхъестественных способностей и слабостей. Они бессмертны, но дети-вампиры взрослеют в обычном темпе. Для питания им необходима кровь, которую они могут купить в пакетах, или же укусить сима. Вампиры боятся чеснока, солнца и могут сгореть заживо, находясь на свету долгое время. Вампир может развивать уникальные способности в обмен на очки опыта, среди которых есть владение магией, превращение в летучую мышь, туман, сверхскорость, обворожение, огромная физическая сила, иммунитет к солнечному свету и так далее. Приобретая новые силы, вампиру придётся избирать себе и слабости, например большую жажду, неспособность употреблять остальную пищу, большую уязвимость для солнечного света и так далее. У вампира есть особая шкала потребности вампирской энергии, которая израсходуется при применении сил. Вампир имеет два облика: обычный и «тёмный», который он принимает при употреблении крови и драке. Оба облика можно редактировать в режиме создания персонажа. Там же для вампиров доступны особые оттенки кожи, уникальная расцветка глаз и метки на лице. 
Набор добавляет городок — Фоготн Холлоу (англ. Forgotten Hollow рус. Забытая лощина), он представляет собой небольшую долину посреди гор, похожих на Карпаты. Город является убежищем для вампиров и представлен двумя семьями. Форготн Холлоу выполнен в мрачной атмосфере, где светлое время суток продолжается всего несколько часов. Гуляя по местности можно наткнуться на кладбище, или деревья с «кровавыми плодами», которые вампиры могут употреблять в пищу. В центре располагается парк, в котором можно встретить гуляющих вампиров. Набор также добавляет множество одежды и объектов в мрачном-классическом и готическом стиле, а также два навыка — игра на органе и вампирология, которая позволяет симам выращивать кровавые плоды, вязать косички из чеснока, разными способами обороняться от вампиров и даже создать зелье, излечивающее от вампиризма.

## Создание и выпуск
«The Sims 4: Вампиры» стало первым в истории франшизы DLC, посвящённое исключительно этому виду оккультных созданий. До этого вампиры добавлялись лишь как один из элементов игрового процесса в «The Sims 2: Ночная жизнь» и «The Sims 3: В сумерках» и «The Sims 3: Сверхъестественное». Включение вампиров в состав дополнения или игрового набора, посвящённого волшебной тематике стояло в приоритете, так как вампиры оставались самым популярным сверхъестественным существом среди поклонников The Sims. Идея о создании игрового набора о вампирах началась ещё во время работы над набором «В ресторане», так как разработчики решили, что тема «готова к изучению» и помимо этого было решено добавить новые игровые особенности, связанные с вампирами, которые прежде не были в играх линейки The Sims. Своё решение посвятить вампирам отдельный набор разработчики объяснили тем, что будь вампиры в составе дополнения, то они получили бы гораздо меньше геймплея, не больше, чем например у вампиров из The Sims 3.
Главная особенность вампиров в The Sims 4 в сравнение с The Sims 2 и The Sims 3 — возможность создавать разнообразные образы вампиров, в то время, как в предыдущих играх кровососы были связанны с определёнными архетипами. Вампиры в The Sims 4 получили наибольшее количество геймплея в сравнение с предыдущими играми. В частности специально для них было создано древо навыков, позволяя по мере отыгрыша за вампира, подбирать ему определённые способности или слабости. Древо способностей и недостатков также позволяет повысить уровень сложности игры за вампира по желанию игрока. Таким способом разработчики хотели добиться индивидуальности вампиров и того, чтобы игрок мог создать для себя желаемый архетип, будь то наделённый максимально человеческим обликом сим, «грозный Носферату, Дракула», или «симпатичный мальчика-вампир из Сумерек» или главные герои из Дневников Вампира. Разработчики изучали для этого разные фильмы о вампирах, чтобы удостовериться, что игроки смогут воссоздать как можно больше разных популярных архетипов. Разработчики также решили использовать механику маскировки пришельцев из дополнения «На Работу» для возможности созданий двух внешних форм для вампиров и оставив эту возможность опциональной. При создании причёсок и одежды для дополнения, разработчики также обращались к разным вампирским архетипам, связанным с готикой, викторианской эпохой или образами из ролевых игр. При создании городка Фоготн Холлоу разработчики хотели передать антураж забытой и мрачной долины, но наполненной зловещими тайнами.
Ещё в сентябре 2016 года Илан Эшкери, композитор The Sims 4 поделился информацией, что записывает музыку для некой «жуткой» темы. В декабре 2016 года после обновления в базовой игры, игроки стали находить в игре новые анимации, связанные с поведением вампиров, смертью от солнца и тематические иконки. 
Анонс набора состоялся 9 января 2017 года. Выход набора состоялся 24 января 2017 года, который стал доступен для онлайн-покупки на цифровой платформе Origin. На физическом носителе набор вышел в составе коллекции The Sims 4 Коллекция 4  (англ. The Sims 4 Bundle Pack 4) 17 февраля 2017 года.  14 ноября 2017 года дополнение вышло для игровых приставок PlayStation 4 и Xbox One.

## Музыка

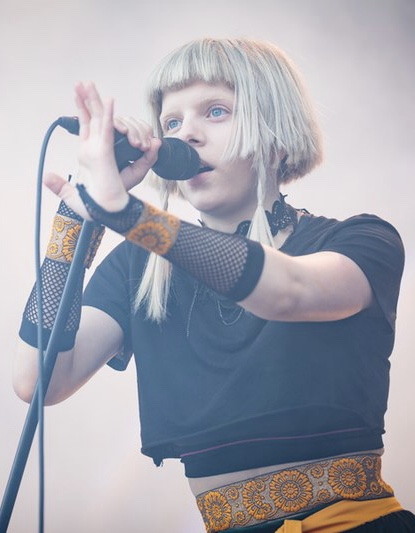
Аврора Акснес, одна из певиц, записавших трек для игрового набора

Вместе с игровым набором в The Sims 4 были добавлены ряд композиций в жанре «жуткой музыки», которые являются вариациями инди-рока и альтернативной музыки. . Все треки были специально перезаписаны на симлише — вымышленном языке, на котором общаются персонажи из игр The Sims.
| №  | Название               | Автор(ы)   | жанр/звучит вː | Длительность |
| -- | ---------------------- | ---------- | -------------- | ------------ |
| 1. | «Under The Water»      | AURORA     | Жуткая музыка  | 4:18         |
| 2. | «White Elephants Boom» | Cultfever  | Жуткая музыка  | 3:42         |
| 3. | «Floating»             | Джеймс Иха | Жуткая музыка  | 4:18         |
| 4. | «Cold Blood»           | Valen      | Жуткая музыка  | 3:33         |
| 5. | «Snakes»               | ZZ Ward    | Жуткая музыка  | 2:47         |

## Восприятие
| Сводный рейтинг    | Сводный рейтинг |
| Агрегатор          | Оценка          |
| ------------------ | --------------- |
| GameRankings       | 80 %            |
| Иноязычные издания |                 |
| Издание            | Оценка          |
| SA Gamer           | 9,1/10          |
| Eurogamer          | 8/10            |
| Oyungezer          | 6/10            |

По версии сайта PC Gamer, игровой набор занял четвёртое место в списке лучших расширений к The Sims 4 на 2017 год. Сайт TheGamer назвал «Вампиры» по состоянию на 2019 год шестым лучшим игровым набором в игре. Данный игровой набор по данным на 2019 год оказался вторым самым популярным у игроков после «Родителей». 
Персонажи-вампиры, представленные в городке Миднайт Холлоу завоевали большую популярность у фанатов серии. Самым популярным персонажем стал Владислав Штрауд IV, многие игроки пытаются подружиться с данным персонажем, учитывая его враждебный настрой к окружающим. Другой любимый персонаж и популярный любовный интерес у игроков — Калеб Ваторе, наоборот добрый и обаятельный вампир. 
Критики в основном положительно оценили новый игровой набор, назвав его уникальным на фоне раннее выпущенных наборов. Например Gaming Trend оценил возможность редактирования вампиров в CAS, который позволяет придавать существу любой облик; от стереотипного вампира до внешне обыкновенного человека. Введение таблицы способностей и недостатков критик назвал главным достоинством набора и уникальной практикой, которая, в надежде критика, будет и дальше применяться по отношению к волшебным существам. Необходимость развивать способности вампира даст игроку причину провести за дополнением несколько часов и затем гордится своими результатами. Также критик оценил разнообразие одежды и предметов готической темы, хотя считает, что их могло быть и больше. Новый игровой мир также интересен и идеально вписывается в мрачную, вампирскую тематику, несмотря на красивый вид, мир выглядит по мнению критика слишком малым и пустым. Критик Eurogamer также похвалил игровой набор, заметив, что благодаря возможности выбирать для сима способности и слабости, он позволяет создать определённый и желаемый для игрока архетип вампира. Например игрок может сделать так, чтобы вампир стремился к дневной жизни с людьми, но при этом совесть не позволит ему нападать на персонажей. Тем не менее критик не оценил размер нового городка Форготн Холлоу, назвав его «пустым». 
Критик Areajugones также оценил возможность создать вампира практически с любой внешностью, а само создание вампира делится на 2 этапа; создание в CAS и затем развитие его определённых способностей. Тем не менее критик считает неоправданной цену на набор, однако рецензент советует его иметь каждому поклоннику The Sims 4.
Сдержанный отзыв оставил редактор журнала Oyungezer, назвав саму тему дополнения в целом задумку увлекательной, но само расширение в итоге предоставляет крайне малое количество контента, которое можно опробовать за 4-5 часов, также отдельное разочарование у критика вызвал слишком маленький городок.